# Ga Đại Liêu
Ga Đại Liêu là ga cuối của tuyến Tuyến cam thuộc Cao Hùng MRT ở Đại Liêu, Cao Hùng, Đài Loan.

## Tổng quan ga
Nhà ga gồm có 1 ke ga và 2 lối thoát. Nó dài 148 mét và được thiết kế với 8,299 người/giờ (2,915 người trên ke ga). Có chỗ chờ taxi tại lối thoát 1.

## Bố trí ga
| 2F       | Hành lang                                                   | Hành lang, quầy thông tin, máy bán vé tự động, quầy soát vé 1 chiều, nhà vệ sinh, hướng đến lối ra/vào |
| Đường đi | Ke ga 1                                                     | ← KMRT Tuyến Cam hướng đi Tây Tử Loan (Trường trung học Phượng Sơn)                                    |
| Đường đi | Ke ga, cửa sẽ mở bên trái cho ke ga 2, bên phải cho ke ga 1 | |
| Đường đi | Ke ga 2                                                     | ← KMRT Tuyến Cam hướng đi Tây Tử Loan (Trường trung học Phượng Sơn)                                    |

### Lối thoát
- Lối thoát 1: Làng Trung Hưng (phía Tây nhà ga)
- Lối thoát 2: Làng Tiền Trang (phía Đông nhà ga)

## Xung quanh ga
- Đại học Phụ Anh